# Wereldkampioenschappen rodelen 2015
De wereldkampioenschappen rodelen 2015 werden gehouden op 14 en 15 februari 2015 op de Siguldas bobsleja un kamaniņu trase in het Letse Sigulda.

## Wedstrijdschema
| Datum       | Tijd        | Onderdeel |
| ----------- | ----------- | --------- |
| 14 februari | 10:10 (OET) | Dubbels   |
| 14 februari | 12:30 (OET) | Vrouwen   |
| 15 februari | 10:10 (OET) | Mannen    |
| 15 februari | 14:00 (OET) | Team      |

## Medailles
| Onderdeel     | Goud | Goud                                                     | Zilver | Zilver                                                              | Brons | Brons                                               |
| ------------- | ---- | -------------------------------------------------------- | ------ | ------------------------------------------------------------------- | ----- | --------------------------------------------------- |
| Mannen enkel  | RUS  | Semjon Pavlitsjenko                                      | GER    | Felix Loch                                                          | AUT   | Wolfgang Kindl                                      |
| Vrouwen enkel | GER  | Natalie Geisenberger                                     | RUS    | Tatjana Ivanova                                                     | GER   | Tatjana Hüfner                                      |
| Dubbel        | GER  | Tobias Wendl Tobias Arlt                                 | AUT    | Peter Penz Georg Fischler                                           | ITA   | Christian Oberstolz Patrick Gruber                  |
| Team          | GER  | Natalie Geisenberger Felix Loch Tobias Wendl Tobias Arlt | RUS    | Tatjana Ivanova Semjon Pavlitsjenko Andrej Bogdanov Andrej Medvedev | CAN   | Alex Gough Samuel Edney Tristan Walker Justin Snith |

### Medaillespiegel
| Plaats | Land       | Goud | Zilver | Brons | Totaal |
| 1      | Duitsland  | 3    | 1      | 1     | 5      |
| 2      | Rusland    | 1    | 2      | 0     | 3      |
| 3      | Oostenrijk | 0    | 1      | 1     | 2      |
| 4      | Canada     | 0    | 0      | 1     | 1      |
| 4      | Italië     | 0    | 0      | 1     | 1      |
| Totaal | Totaal     | 4    | 4      | 4     | 12     |